# La Casa Pacifica

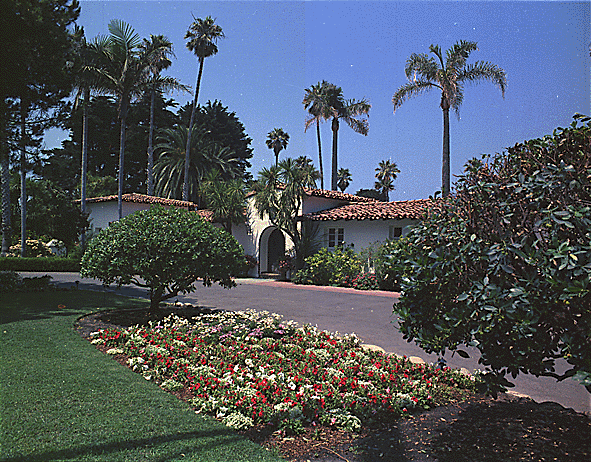
Das Anwesen im Jahr 1973

Das La Casa Pacifica (spanisch für „Das Pazifikhaus“ oder „Das Friedenshaus“) ist eine große Villa in San Clemente im US-Bundesstaat Kalifornien, die an der kalifornischen Küste liegt. Das Anwesen war zwischen 1969 und 1980 der Wohnsitz des ehemaligen US-Präsidenten Richard Nixon. Es umfasste zu dieser Zeit eine Gesamtfläche von rund 121.000 Quadratmetern. Am Meer unterhalb des Hauses liegt mit dem sogenannten Trestles einer der bekanntesten Surfstrände des Landes. Eine Straße in der Nähe des Grundstücks wurde in Erinnerung an seinen berühmten Besitzer Avenida del Presidente getauft.

## Geschichte
Das Bauwerk wurde im Jahre 1925 errichtet. Das Anwesen ist im spanischen Kolonialstil gehalten und wurde dem Aussehen eines Landsitzes bei San Sebastián in Spanien nachempfunden. Der Architekt des Gebäudes war Carl Lindbom. Einer der ersten Besitzer des Hauses war Henry Hamilton Cotton, ein hohes Mitglied der Demokratischen Partei.  Während dieser Zeit war der spätere US-Präsident Franklin D. Roosevelt mehrmals zu Gast, um hier mit ihm Poker zu spielen.

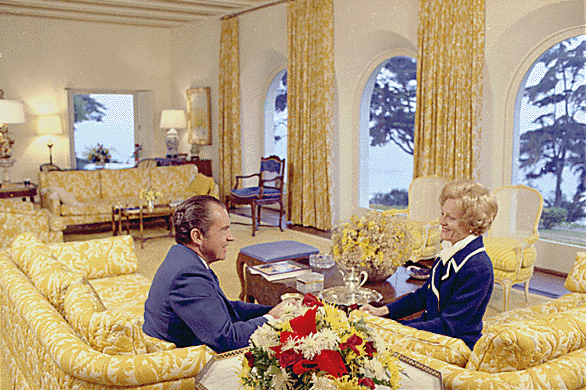
Richard Nixon mit Ehefrau Pat Nixon im Wohnzimmer (1971)

Als Richard Nixon 1969 das Amt des Präsidenten der Vereinigten Staaten übernahm, beauftragte er ein Mitglied seiner Wahlkampagne mit der Suche nach einem Ferienhaus an der Meeresküste von Südkalifornien. Als die Wahl auf ein Anwesen in der damals wenig bekannten Kleinstadt San Clemente fiel, erwarb es der Präsident noch im selben Jahr von Cottons Witwe. Das Haus befand sich nur rund 40 Meilen (64 km) von seinem Geburtsort Yorba Linda entfernt. Von Nixon zunächst „La Casa Pacifica“ genannt, erhielt das Haus jedoch bald den Beinamen „The Western White House“. Dieser Ausdruck bezeichnet heute allgemein die Feriensitze der US-Präsidenten im Westen des Landes.
Nach dem Kauf des Anwesens ließ Nixon mehrere Umbauten vornehmen, um es seinen Bedürfnissen und den Sicherheitsbestimmungen des Secret Service anzupassen. So wurde der Tennisplatz durch ein Schwimmbad ersetzt sowie eine rund 460 Meter lange Mauer um das Haus errichtet. Während seiner Amtszeit empfing der Präsident hier mehrere bedeutende Staatsgäste, darunter das sowjetische Staatsoberhaupt Leonid Breschnew, den mexikanischen Präsidenten Gustavo Díaz Ordaz, den südvietnamesischen Präsidenten Nguyễn Văn Thiệu und den japanischen Premierminister Eisaku Satō.
Nach dem Ende seiner Präsidentschaft 1974 setzte er sich mit seiner Ehefrau Pat Nixon in San Clemente zur Ruhe, wo er auch seine Memoiren niederschrieb. Das berühmt gewordene Interview Nixons mit David Frost im April 1977 hätte im La Casa Pacifica stattfinden sollen, wurde aber kurzfristig in dem Haus eines Freundes im Nachbarort Dana Point abgehalten. In den späten 1980er-Jahren verlegte er seinen Wohnsitz schließlich nach Park Ridge im US-Bundesstaat New Jersey. Das Haus wurde daraufhin von Gavin S. Herbert, dem Gründer des Pharmazieunternehmens Allergan, gekauft.
Das Anwesen befindet sich heute in Privatbesitz und ist daher nur vom Strand aus zu sehen. Die Geschichte und die Hinterlassenschaften Richard Nixons beschäftigen die Stadt San Clemente jedoch noch bis heute. Eine parallel zur Interstate 5 verlaufende Straße wurde in Erinnerung an seinen berühmten Anwohner Avenida del Presidente getauft.

## In Kunst und Medien
Im La Casa Pacifica wurden einige Außenaufnahmen zu dem Film Frost/Nixon (2008) gedreht. Die Produktion erzählt die Geschichte des legendären Interviews zwischen dem ehemaligen US-Präsidenten Richard Nixon und dem Fernsehmoderator David Frost im April 1977.